# 毛皮を脱がしちゃイヤン

## ストーリー
トムはネコの品評会に出場することになり、それをジェリーとタフィーが会場で観覧。
だがジェリーとタフィーはトムの出番前に楽屋へ侵入し、トムが身だしなみを整えている間、体に塗るオイルを知らぬ間に「脱毛剤」へすり替えた。それを知らないトムは脱毛剤を自身の体に塗ったのち舞台に登場。すると見る見るうちにトムの毛が抜け、ついにトムは全裸姿になり審査員を呆れさせてしまう。
トムは当然品評会不合格となり、最後はトムから抜けた毛をジェリーとタフィーが身にまとった。

## 登場キャラクター
トム
ネコの品評会に出場し、優勝すべく身だしなみを整える。だが知らぬ間にオイルが脱毛剤にすり替えられており、それを知らずに本番に臨んだ自身は毛が抜けて全裸になってしまい、審査員がかぶっていたカツラで慌てて陰部を隠した。
ジェリー
ネコの品評会へ出場するトムにいたずらをすべく、体に塗るオイルを脱毛剤にすり替えた。本番観覧時に毛が抜けたためトムが全裸になり陰部が見えると、慌ててタフィーを目隠しした。
タフィー
ジェリーと共に「オイルを脱毛剤にすり替える」いたずらをトムに仕掛け、本番観覧時にはトムが全裸になり陰部が見えたことに驚いた。
ネコ品評会の審査員
出場した各ネコの容姿などを審査したが、トムが全裸になり、自身がかぶっていたカツラを陰部を隠す道具として借りた姿を見ると唖然とし「0点」の札を出した。